# Liste der Nummer-eins-Hits in den britischen Charts (2002)
Dies ist eine Liste der Nummer-eins-Hits in den britischen Charts im Jahr 2002. Sie basiert auf den Official Singles Chart Top 100 und den Albums Chart Top 100, die von der Official Charts Company ermittelt werden. Es gab in diesem Jahr jeweils 32 Nummer-eins-Singles und 27 Nummer-eins-Alben.

## Singles
| ← 2001 ← | Liste der Nummer-eins-Hits in den britischen Charts | Liste der Nummer-eins-Hits in den britischen Charts | Liste der Nummer-eins-Hits in den britischen Charts | 2003 → |
| \| Zeitraum \| Wo. ges. \| Interpret \| Titel Autor(en) \| Zusätzliche Informationen \| \| (Zeitraum, Wochen auf Platz eins, Interpret, Titel, Autor[en], zusätzliche Informationen) \| \| \| \| \| \| ----------------------------------------------------------------------------------------- \| -------- \| ------------------------------- \| ------------------------------------------------------------------------------------------------------------------------------------------------------------------- \| ----------------------------------------------------------------------------------------------------------------------------------------------------------------- \| \| 16. Dezember 2001 – 5. Januar 2002 3 Wochen \| 3 \| Robbie Williams & Nicole Kidman \| Somethin’ Stupid C. Carson Parks \| – \| \| 6. Januar 2002 – 12. Januar 2002 1 Woche \| 1 \| Daniel Bedingfield \| Gotta Get Thru This Daniel John Bedingfield \| – \| \| 13. Januar 2002 – 19. Januar 2002 1 Woche \| 1 \| Aaliyah \| More Than a Woman Stephen J. Garrett, Timothy Z. Mosley \| – \| \| 20. Januar 2002 – 26. Januar 2002 1 Woche \| 1 \| George Harrison \| My Sweet Lord George Harrison \| – \| \| 27. Januar 2002 – 23. Februar 2002 4 Wochen \| 4 \| Enrique Iglesias \| Hero Enrique M. Iglesias, Paul Michael Barry, Mark Taylor \| – \| \| 24. Februar 2002 – 2. März 2002 1 Woche \| 1 \| Westlife \| World of Our Own Steven McCutcheon, Wayne Anthony Hector \| – \| \| 3. März 2002 – 26. März 2002 4 Wochen \| 4 \| Will Young \| Anything Is Possible / Evergreen Cathy Dennis, Chris Braide / Jörgen Kjell Aake Elofsson, David Bengt Kreuger, Per Olof Magnusson \| – \| \| 24. März 2002 – 20. April 2002 4 Wochen \| 4 \| Gareth Gates \| Unchained Melody Musik: Alex North; Text: Hy Zaret \| – \| \| 21. April 2002 – 27. April 2002 1 Woche \| 1 \| Oasis \| The Hindu Times Noel Thomas Gallagher \| – \| \| 28. April 2002 – 4. Mai 2002 1 Woche \| 1 \| Sugababes \| Freak like Me Bootsy Collins, George Clinton Jr., Gary Lee Cooper, Eugene Leroy Hanes Jr., Marc Douglas Valentine, Loren Wilson Hill \| – \| \| 5. Mai 2002 – 11. Mai 2002 1 Woche \| 1 \| Holly Valance \| Kiss Kiss Juliette Jane Jaimes, Steven Ronald Hayward, Fatma Sezen Yildirim \| – \| \| 12. Mai 2002 – 18. Mai 2002 1 Woche \| 1 \| Ronan Keating \| If Tomorrow Never Comes Kent Evan Blazy, Troyal Garth Brooks \| – \| \| 19. Mai 2002 – 25. Mai 2002 1 Woche \| 1 \| Liberty X \| Just a Little Michelle Andrea Escoffery, John Hammond Hagan, George Hammond Hagan \| – \| \| 26. Mai 2002 – 1. Juni 2002 1 Woche \| 1 \| Eminem \| Without Me Anne Jennifer Dudley, Marshall Mathers, Jeffrey Irwin Bass, Malcolm Robert Andrew McLaren, Trevor Charles Horn, Kevin Dean Bell \| – \| \| 2. Juni 2002 – 15. Juni 2002 2 Wochen \| 2 \| Will Young \| Light My Fire Jim Morrison, Raymond D. Manzarek, Robert A. Krieger, John Paul Densmore \| – \| \| 16. Juni 2002 – 13. Juli 2002 4 Wochen \| 4 \| Elvis vs. JXL \| A Little Less Conversation Scott Davis, William Everett Strange \| Für Presley ist dies bereits der 21. Nummer-eins-Hit im Vereinigten Königreich, womit er der Interpret mit den meisten Nummer-eins-Hits in Großbritannien ist.[1] \| \| 14. Juli 2002 – 3. August 2002 3 Wochen \| 3 \| Gareth Gates \| Anyone of Us (Stupid Mistake) Musik: Per Olof Magnusson, David Bengt Kreuger, Jörgen Kjell Aake Elofsson; Text: Jörgen Kjell Aake Elofsson \| – \| \| 4. August 2002 – 17. August 2002 2 Wochen \| 2 \| Darius \| Colourblind Deni Lew, Peter Wilfred Glenister, Darius Danesh \| – \| \| 18. August 2002 – 24. August 2002 1 Woche \| 1 \| Sugababes \| Round Round Mutya Buena, Keisha Kerreece Fayeanne Buchanan, Heidi Range, Brian Thomas Higgins, Florian Pflüger, Felix Stecher, Robin Hofmann, Severino Spadavecchia \| – \| \| 25. August 2002 – 31. August 2002 1 Woche \| 1 \| Blazin’ Squad \| Crossroads O’Kelly Isley Jr., Ronald Isley, Rudolph Isley, Ernie Isley, Marvin Isley, Chris Jasper, Bryon McCane, Anthony Henderson, Steven Howse, Charles Scruggs \| – \| \| 1. September 2002 – 21. September 2002 3 Wochen \| 3 \| Atomic Kitten \| The Tide Is High (Get the Feeling) John Kenneth Holt, Tyrone Evans, Howard Anthony Barrett, Jeremy Peter Godfrey, Bill Padley \| – \| \| 22. September 2002 – 28. September 2002 1 Woche \| 1 \| Pink \| Just Like a Pill Alecia B. Moore, Dallas L. Austin \| – \| \| 29. September 2002 – 12. Oktober 2002 2 Wochen \| 2 \| Will Young & Gareth Gates \| The Long and Winding Road / Suspicious Minds John Winston Lennon, Paul James McCartney / Francis Rodney Zambon \| – \| \| 13. Oktober 2002 – 19. Oktober 2002 1 Woche \| 1 \| Las Ketchup \| The Ketchup Song (Aserejé) Francisco Manuel Ruiz Gomez \| – \| \| 20. Oktober 2002 – 2. November 2002 2 Wochen \| 2 \| Nelly feat. Kelly Rowland \| Dilemma Kenneth Gamble, Bunny Sigler, Cornell Haynes, Antoine L. Macon \| – \| \| 3. November 2002 – 9. November 2002 1 Woche \| 1 \| DJ Sammy & Yanou feat. Do \| Heaven Bryan Guy Adams, James Douglas Vallance \| – \| \| 10. November 2002 – 16. November 2002 1 Woche \| 1 \| Westlife \| Unbreakable John Reid, Jörgen Kjell Aake Elofsson \| – \| \| 17. November 2002 – 30. November 2002 2 Wochen \| 2 \| Christina Aguilera feat. Redman \| Dirrty Freddy Briggs \| – \| \| 1. Dezember 2002 – 7. Dezember 2002 1 Woche \| 1 \| Daniel Bedingfield \| If You’re Not the One Daniel John Bedingfield \| – \| \| 8. Dezember 2002 – 14. Dezember 2002 1 Woche \| 1 \| Eminem \| Lose Yourself Marshall B. Mathers, Luis Edgardo Resto, Jeff Bass \| – \| \| 15. Dezember 2002 – 21. Dezember 2002 1 Woche \| 1 \| Blue feat. Elton John \| Sorry Seems to Be the Hardest Word Elton John, Bernie Taupin \| – \| \| 22. Dezember 2002 – 18. Januar 2003 4 Wochen \| 4 \| Girls Aloud \| Sound of the Underground Miranda Eleanor de Fonbrune Cooper, Brian Thomas Higgins, Niara Arain Scarlett \| – \| |                                                     |                                                     | | |
| ← 2001 |                                                     |                                                     | | → 2003 → |
| Zeitraum | Wo. ges.                                            | Interpret                                           | Titel Autor(en) | Zusätzliche Informationen |
| (Zeitraum, Wochen auf Platz eins, Interpret, Titel, Autor[en], zusätzliche Informationen) |                                                     |                                                     | | |
| 16. Dezember 2001 – 5. Januar 2002 3 Wochen | 3                                                   | Robbie Williams & Nicole Kidman                     | Somethin’ Stupid C. Carson Parks | – |
| 6. Januar 2002 – 12. Januar 2002 1 Woche | 1                                                   | Daniel Bedingfield                                  | Gotta Get Thru This Daniel John Bedingfield | – |
| 13. Januar 2002 – 19. Januar 2002 1 Woche | 1                                                   | Aaliyah                                             | More Than a Woman Stephen J. Garrett, Timothy Z. Mosley | – |
| 20. Januar 2002 – 26. Januar 2002 1 Woche | 1                                                   | George Harrison                                     | My Sweet Lord George Harrison | – |
| 27. Januar 2002 – 23. Februar 2002 4 Wochen | 4                                                   | Enrique Iglesias                                    | Hero Enrique M. Iglesias, Paul Michael Barry, Mark Taylor | – |
| 24. Februar 2002 – 2. März 2002 1 Woche | 1                                                   | Westlife                                            | World of Our Own Steven McCutcheon, Wayne Anthony Hector | – |
| 3. März 2002 – 26. März 2002 4 Wochen | 4                                                   | Will Young                                          | Anything Is Possible / Evergreen Cathy Dennis, Chris Braide / Jörgen Kjell Aake Elofsson, David Bengt Kreuger, Per Olof Magnusson                                   | – |
| 24. März 2002 – 20. April 2002 4 Wochen | 4                                                   | Gareth Gates                                        | Unchained Melody Musik: Alex North; Text: Hy Zaret | – |
| 21. April 2002 – 27. April 2002 1 Woche | 1                                                   | Oasis                                               | The Hindu Times Noel Thomas Gallagher | – |
| 28. April 2002 – 4. Mai 2002 1 Woche | 1                                                   | Sugababes                                           | Freak like Me Bootsy Collins, George Clinton Jr., Gary Lee Cooper, Eugene Leroy Hanes Jr., Marc Douglas Valentine, Loren Wilson Hill                                | – |
| 5. Mai 2002 – 11. Mai 2002 1 Woche | 1                                                   | Holly Valance                                       | Kiss Kiss Juliette Jane Jaimes, Steven Ronald Hayward, Fatma Sezen Yildirim                                                                                         | – |
| 12. Mai 2002 – 18. Mai 2002 1 Woche | 1                                                   | Ronan Keating                                       | If Tomorrow Never Comes Kent Evan Blazy, Troyal Garth Brooks | – |
| 19. Mai 2002 – 25. Mai 2002 1 Woche | 1                                                   | Liberty X                                           | Just a Little Michelle Andrea Escoffery, John Hammond Hagan, George Hammond Hagan                                                                                   | – |
| 26. Mai 2002 – 1. Juni 2002 1 Woche | 1                                                   | Eminem                                              | Without Me Anne Jennifer Dudley, Marshall Mathers, Jeffrey Irwin Bass, Malcolm Robert Andrew McLaren, Trevor Charles Horn, Kevin Dean Bell                          | – |
| 2. Juni 2002 – 15. Juni 2002 2 Wochen | 2                                                   | Will Young                                          | Light My Fire Jim Morrison, Raymond D. Manzarek, Robert A. Krieger, John Paul Densmore                                                                              | – |
| 16. Juni 2002 – 13. Juli 2002 4 Wochen | 4                                                   | Elvis vs. JXL                                       | A Little Less Conversation Scott Davis, William Everett Strange | Für Presley ist dies bereits der 21. Nummer-eins-Hit im Vereinigten Königreich, womit er der Interpret mit den meisten Nummer-eins-Hits in Großbritannien ist. |
| 14. Juli 2002 – 3. August 2002 3 Wochen | 3                                                   | Gareth Gates                                        | Anyone of Us (Stupid Mistake) Musik: Per Olof Magnusson, David Bengt Kreuger, Jörgen Kjell Aake Elofsson; Text: Jörgen Kjell Aake Elofsson                          | – |
| 4. August 2002 – 17. August 2002 2 Wochen | 2                                                   | Darius                                              | Colourblind Deni Lew, Peter Wilfred Glenister, Darius Danesh | – |
| 18. August 2002 – 24. August 2002 1 Woche | 1                                                   | Sugababes                                           | Round Round Mutya Buena, Keisha Kerreece Fayeanne Buchanan, Heidi Range, Brian Thomas Higgins, Florian Pflüger, Felix Stecher, Robin Hofmann, Severino Spadavecchia | – |
| 25. August 2002 – 31. August 2002 1 Woche | 1                                                   | Blazin’ Squad                                       | Crossroads O’Kelly Isley Jr., Ronald Isley, Rudolph Isley, Ernie Isley, Marvin Isley, Chris Jasper, Bryon McCane, Anthony Henderson, Steven Howse, Charles Scruggs  | – |
| 1. September 2002 – 21. September 2002 3 Wochen | 3                                                   | Atomic Kitten                                       | The Tide Is High (Get the Feeling) John Kenneth Holt, Tyrone Evans, Howard Anthony Barrett, Jeremy Peter Godfrey, Bill Padley                                       | – |
| 22. September 2002 – 28. September 2002 1 Woche | 1                                                   | Pink                                                | Just Like a Pill Alecia B. Moore, Dallas L. Austin | – |
| 29. September 2002 – 12. Oktober 2002 2 Wochen | 2                                                   | Will Young & Gareth Gates                           | The Long and Winding Road / Suspicious Minds John Winston Lennon, Paul James McCartney / Francis Rodney Zambon                                                      | – |
| 13. Oktober 2002 – 19. Oktober 2002 1 Woche | 1                                                   | Las Ketchup                                         | The Ketchup Song (Aserejé) Francisco Manuel Ruiz Gomez | – |
| 20. Oktober 2002 – 2. November 2002 2 Wochen | 2                                                   | Nelly feat. Kelly Rowland                           | Dilemma Kenneth Gamble, Bunny Sigler, Cornell Haynes, Antoine L. Macon                                                                                              | – |
| 3. November 2002 – 9. November 2002 1 Woche | 1                                                   | DJ Sammy & Yanou feat. Do                           | Heaven Bryan Guy Adams, James Douglas Vallance | – |
| 10. November 2002 – 16. November 2002 1 Woche | 1                                                   | Westlife                                            | Unbreakable John Reid, Jörgen Kjell Aake Elofsson | – |
| 17. November 2002 – 30. November 2002 2 Wochen | 2                                                   | Christina Aguilera feat. Redman                     | Dirrty Freddy Briggs | – |
| 1. Dezember 2002 – 7. Dezember 2002 1 Woche | 1                                                   | Daniel Bedingfield                                  | If You’re Not the One Daniel John Bedingfield | – |
| 8. Dezember 2002 – 14. Dezember 2002 1 Woche | 1                                                   | Eminem                                              | Lose Yourself Marshall B. Mathers, Luis Edgardo Resto, Jeff Bass | – |
| 15. Dezember 2002 – 21. Dezember 2002 1 Woche | 1                                                   | Blue feat. Elton John                               | Sorry Seems to Be the Hardest Word Elton John, Bernie Taupin | – |
| 22. Dezember 2002 – 18. Januar 2003 4 Wochen | 4                                                   | Girls Aloud                                         | Sound of the Underground Miranda Eleanor de Fonbrune Cooper, Brian Thomas Higgins, Niara Arain Scarlett                                                             | – |

## Alben
| ← 2001 ← | Liste der Nummer-eins-Hits in den britischen Charts | Liste der Nummer-eins-Hits in den britischen Charts | Liste der Nummer-eins-Hits in den britischen Charts | 2003 →                    |
| \| Zeitraum \| Wo. ges. \| Interpret \| Titel \| Zusätzliche Informationen \| \| (Zeitraum, Wochen auf Platz eins, Interpret, Titel, zusätzliche Informationen) \| \| \| \| \| \| ------------------------------------------------------------------------------ \| -------- \| --------------------- \| ---------------------------------------- \| ------------------------- \| \| 25. November 2001 – 12. Januar 2002 7 Wochen \| 7 \| Robbie Williams \| Swing When You’re Winning \| – \| \| 13. Januar 2002 – 2. Februar 2002 3 Wochen (insgesamt 5) \| 5 \| Stereophonics \| Just Enough Education to Perform \| – \| \| 3. Februar 2002 – 9. Februar 2002 1 Woche \| 1 \| Chemical Brothers \| Come with Us \| – \| \| 10. Februar 2002 – 23. Februar 2002 2 Wochen \| 2 \| Enrique Iglesias \| Escape \| – \| \| 24. Februar 2002 – 9. März 2002 2 Wochen \| 2 \| Sting & the Police \| The Very Best of Sting and the Police \| – \| \| 10. März 2002 – 16. März 2002 1 Woche \| 1 \| Barbra Streisand \| The Essential Barbra Streisand \| – \| \| 17. März 2002 – 30. März 2002 2 Wochen \| 2 \| Nickelback \| Silver Side Up \| – \| \| 31. März 2002 – 27. April 2002 4 Wochen \| 4 \| Céline Dion \| A New Day Has Come \| – \| \| 28. April 2002 – 4. Mai 2002 1 Woche \| 1 \| Blue \| All Rise \| – \| \| 5. Mai 2002 – 18. Mai 2002 2 Wochen \| 2 \| Doves \| The Last Broadcast \| – \| \| 19. Mai 2002 – 25. Mai 2002 1 Woche \| 1 \| Moby \| 18 \| – \| \| 26. Mai 2002 – 1. Juni 2002 1 Woche \| 1 \| Ronan Keating \| Destination \| – \| \| 2. Juni 2002 – 6. Juli 2002 5 Wochen \| 5 \| Eminem \| The Eminem Show \| – \| \| 7. Juli 2002 – 13. Juli 2002 1 Woche \| 1 \| Oasis \| Heathen Chemistry \| – \| \| 14. Juli 2002 – 3. August 2002 3 Wochen (insgesamt 5) \| 5 \| Red Hot Chili Peppers \| By the Way \| – \| \| 4. August 2002 – 10. August 2002 1 Woche \| 1 \| Bruce Springsteen \| The Rising \| – \| \| 11. August 2002 – 24. August 2002 2 Wochen (insgesamt 5) \| 5 \| Red Hot Chili Peppers \| By the Way \| – \| \| 25. August 2002 – 31. August 2002 1 Woche \| 1 \| Eva Cassidy \| Imagine \| – \| \| 1. September 2002 – 14. September 2002 2 Wochen \| 2 \| Coldplay \| A Rush of Blood to the Head \| – \| \| 15. September 2002 – 21. September 2002 1 Woche \| 1 \| Atomic Kitten \| Feels So Good \| – \| \| 22. September 2002 – 28. September 2002 1 Woche \| 1 \| Paul Weller \| Illumination \| – \| \| 29. September 2002 – 12. Oktober 2002 2 Wochen \| 2 \| Elvis Presley \| Elv1s – 30 Number 1 Hits \| – \| \| 13. Oktober 2002 – 26. Oktober 2002 2 Wochen \| 2 \| Will Young \| From Now On \| – \| \| 27. Oktober 2002 – 2. November 2002 1 Woche \| 1 \| Foo Fighters \| One by One \| – \| \| 3. November 2002 – 9. November 2002 1 Woche \| 1 \| David Gray \| A New Day at Midnight \| – \| \| 10. November 2002 – 16. November 2002 1 Woche \| 1 \| Blue \| One Love \| – \| \| 17. November 2002 – 23. November 2002 1 Woche \| 1 \| Westlife \| Unbreakable – The Greatest Hits – Vol. 1 \| – \| \| 24. November 2002 – 4. Januar 2003 6 Wochen (insgesamt 7) \| 7 \| Robbie Williams \| Escapology \| – \| |                                                     |                                                     |                                                     |                           |
| ← 2001 |                                                     |                                                     |                                                     | → 2003 →                  |
| Zeitraum | Wo. ges.                                            | Interpret                                           | Titel                                               | Zusätzliche Informationen |
| (Zeitraum, Wochen auf Platz eins, Interpret, Titel, zusätzliche Informationen) |                                                     |                                                     |                                                     |                           |
| 25. November 2001 – 12. Januar 2002 7 Wochen | 7                                                   | Robbie Williams                                     | Swing When You’re Winning                           | –                         |
| 13. Januar 2002 – 2. Februar 2002 3 Wochen (insgesamt 5) | 5                                                   | Stereophonics                                       | Just Enough Education to Perform                    | –                         |
| 3. Februar 2002 – 9. Februar 2002 1 Woche | 1                                                   | Chemical Brothers                                   | Come with Us                                        | –                         |
| 10. Februar 2002 – 23. Februar 2002 2 Wochen | 2                                                   | Enrique Iglesias                                    | Escape                                              | –                         |
| 24. Februar 2002 – 9. März 2002 2 Wochen | 2                                                   | Sting & the Police                                  | The Very Best of Sting and the Police               | –                         |
| 10. März 2002 – 16. März 2002 1 Woche | 1                                                   | Barbra Streisand                                    | The Essential Barbra Streisand                      | –                         |
| 17. März 2002 – 30. März 2002 2 Wochen | 2                                                   | Nickelback                                          | Silver Side Up                                      | –                         |
| 31. März 2002 – 27. April 2002 4 Wochen | 4                                                   | Céline Dion                                         | A New Day Has Come                                  | –                         |
| 28. April 2002 – 4. Mai 2002 1 Woche | 1                                                   | Blue                                                | All Rise                                            | –                         |
| 5. Mai 2002 – 18. Mai 2002 2 Wochen | 2                                                   | Doves                                               | The Last Broadcast                                  | –                         |
| 19. Mai 2002 – 25. Mai 2002 1 Woche | 1                                                   | Moby                                                | 18                                                  | –                         |
| 26. Mai 2002 – 1. Juni 2002 1 Woche | 1                                                   | Ronan Keating                                       | Destination                                         | –                         |
| 2. Juni 2002 – 6. Juli 2002 5 Wochen | 5                                                   | Eminem                                              | The Eminem Show                                     | –                         |
| 7. Juli 2002 – 13. Juli 2002 1 Woche | 1                                                   | Oasis                                               | Heathen Chemistry                                   | –                         |
| 14. Juli 2002 – 3. August 2002 3 Wochen (insgesamt 5) | 5                                                   | Red Hot Chili Peppers                               | By the Way                                          | –                         |
| 4. August 2002 – 10. August 2002 1 Woche | 1                                                   | Bruce Springsteen                                   | The Rising                                          | –                         |
| 11. August 2002 – 24. August 2002 2 Wochen (insgesamt 5) | 5                                                   | Red Hot Chili Peppers                               | By the Way                                          | –                         |
| 25. August 2002 – 31. August 2002 1 Woche | 1                                                   | Eva Cassidy                                         | Imagine                                             | –                         |
| 1. September 2002 – 14. September 2002 2 Wochen | 2                                                   | Coldplay                                            | A Rush of Blood to the Head                         | –                         |
| 15. September 2002 – 21. September 2002 1 Woche | 1                                                   | Atomic Kitten                                       | Feels So Good                                       | –                         |
| 22. September 2002 – 28. September 2002 1 Woche | 1                                                   | Paul Weller                                         | Illumination                                        | –                         |
| 29. September 2002 – 12. Oktober 2002 2 Wochen | 2                                                   | Elvis Presley                                       | Elv1s – 30 Number 1 Hits                            | –                         |
| 13. Oktober 2002 – 26. Oktober 2002 2 Wochen | 2                                                   | Will Young                                          | From Now On                                         | –                         |
| 27. Oktober 2002 – 2. November 2002 1 Woche | 1                                                   | Foo Fighters                                        | One by One                                          | –                         |
| 3. November 2002 – 9. November 2002 1 Woche | 1                                                   | David Gray                                          | A New Day at Midnight                               | –                         |
| 10. November 2002 – 16. November 2002 1 Woche | 1                                                   | Blue                                                | One Love                                            | –                         |
| 17. November 2002 – 23. November 2002 1 Woche | 1                                                   | Westlife                                            | Unbreakable – The Greatest Hits – Vol. 1            | –                         |
| 24. November 2002 – 4. Januar 2003 6 Wochen (insgesamt 7) | 7                                                   | Robbie Williams                                     | Escapology                                          | –                         |

Die Angaben basieren auf den offiziellen Verkaufshitparaden der Official UK Charts Company für das Vereinigte Königreich. Die Datumsangaben beziehen sich auf das Gültigkeitsdatum der Charts, also jeweils die auf die Verkaufswoche folgende Woche.

## Jahreshitparaden
| ← 2001 ← | Liste der Nummer-eins-Hits in den britischen Charts | Liste der Nummer-eins-Hits in den britischen Charts | Liste der Nummer-eins-Hits in den britischen Charts | 2003 →   |
| \| Singles \| Position# \| Alben \| \| ------------------------------------------------------------------------------------------------------------------------------------------------------- \| --------- \| ------------------------------------------------- \| \| Anything Is Possible / Evergreen Will Young Cathy Dennis, Chris Braide / Jörgen Kjell Aake Elofsson, David Bengt Kreuger, Per Olof Magnusson \| 1 \| Escapology Robbie Williams \| \| Unchained Melody Gareth Gates Musik: Alex North; Text: Hy Zaret \| 2 \| Missundaztood Pink \| \| Hero Enrique Iglesias Enrique M. Iglesias, Paul Michael Barry, Mark Taylor \| 3 \| Escape Enrique Iglesias \| \| Dilemma Nelly feat. Kelly Rowland Kenneth Gamble, Bunny Sigler, Cornell Haynes, Antoine L. Macon \| 4 \| A Rush of Blood to the Head Coldplay \| \| A Little Less Conversation Elvis vs. JXL Scott Davis, William Everett Strange \| 5 \| One Love Blue \| \| Anyone of Us (Stupid Mistake) Gareth Gates Musik: Per Olof Magnusson, David Bengt Kreuger, Jörgen Kjell Aake Elofsson; Text: Jörgen Kjell Aake Elofsson \| 6 \| By the Way Red Hot Chili Peppers \| \| Whenever, Wherever Shakira Shakira Isabel Mebarak, Gloria M. Estefan, Timothy C. Mitchell \| 7 \| The Eminem Show Eminem \| \| The Ketchup Song (Aserejé) Las Ketchup Francisco Manuel Ruiz Gomez \| 8 \| Unbreakable – The Greatest Hits – Vol. 1 Westlife \| \| Just a Little Liberty X Michelle Andrea Escoffery, John Hammond Hagan, George Hammond Hagan \| 9 \| Elv1s – 30 Number 1 Hits Elvis Presley \| \| Without Me Eminem Anne Jennifer Dudley, Marshall Mathers, Jeffrey Irwin Bass, Malcolm Robert Andrew McLaren, Trevor Charles Horn, Kevin Dean Bell \| 10 \| Heathen Chemistry Oasis \| |                                                     |                                                     |                                                     |          |
| ← 2001 |                                                     |                                                     |                                                     | → 2003 → |
| Singles | Position#                                           | Alben                                               |                                                     |          |
| Anything Is Possible / Evergreen Will Young Cathy Dennis, Chris Braide / Jörgen Kjell Aake Elofsson, David Bengt Kreuger, Per Olof Magnusson | 1                                                   | Escapology Robbie Williams                          |                                                     |          |
| Unchained Melody Gareth Gates Musik: Alex North; Text: Hy Zaret | 2                                                   | Missundaztood Pink                                  |                                                     |          |
| Hero Enrique Iglesias Enrique M. Iglesias, Paul Michael Barry, Mark Taylor | 3                                                   | Escape Enrique Iglesias                             |                                                     |          |
| Dilemma Nelly feat. Kelly Rowland Kenneth Gamble, Bunny Sigler, Cornell Haynes, Antoine L. Macon | 4                                                   | A Rush of Blood to the Head Coldplay                |                                                     |          |
| A Little Less Conversation Elvis vs. JXL Scott Davis, William Everett Strange | 5                                                   | One Love Blue                                       |                                                     |          |
| Anyone of Us (Stupid Mistake) Gareth Gates Musik: Per Olof Magnusson, David Bengt Kreuger, Jörgen Kjell Aake Elofsson; Text: Jörgen Kjell Aake Elofsson | 6                                                   | By the Way Red Hot Chili Peppers                    |                                                     |          |
| Whenever, Wherever Shakira Shakira Isabel Mebarak, Gloria M. Estefan, Timothy C. Mitchell | 7                                                   | The Eminem Show Eminem                              |                                                     |          |
| The Ketchup Song (Aserejé) Las Ketchup Francisco Manuel Ruiz Gomez | 8                                                   | Unbreakable – The Greatest Hits – Vol. 1 Westlife   |                                                     |          |
| Just a Little Liberty X Michelle Andrea Escoffery, John Hammond Hagan, George Hammond Hagan | 9                                                   | Elv1s – 30 Number 1 Hits Elvis Presley              |                                                     |          |
| Without Me Eminem Anne Jennifer Dudley, Marshall Mathers, Jeffrey Irwin Bass, Malcolm Robert Andrew McLaren, Trevor Charles Horn, Kevin Dean Bell | 10                                                  | Heathen Chemistry Oasis                             |                                                     |          |